# Marie-Louise von Motesiczky
Marie-Louise von Motesiczky (Viena, 24 de outubro de 1906 – Londres, 10 de junho de 1996) foi uma pintora britânica nascida na Áustria. Ela viveu na Grã-Bretanha de 1939 em diante, e se naturalizou em 1948.